# Maanam

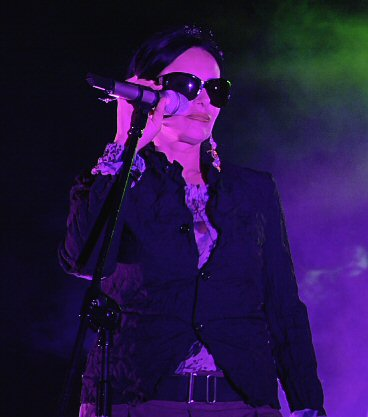
Olga Jackowska

Maanam is een Poolse rockband die in 1976 is geformeerd door Marek Jackowski, Olga Jackowska en Milo Kurtis. De platen en singles die de band heeft uitgebracht behoren tot de meest populaire in Polen.

## Discografie
- 1980 - Maanam
- 1982 - O!
- 1983 - Night Patrol
- 1984 - Nocny Patrol
- 1984 - Totalski No Problemski
- 1984 - Kminek dla dziewczynek
- 1985 - Wet Cat
- 1985 - Mental Cut
- 1987 - The Best Of...
- 1988 - Live
- 1989 - Sie sciemnia
- 1991 - The Singles Collection
- 1991 - Derwisz i anioł
- 1992 - The Best Of - Czerwień
- 1992 - The Best Of - Błękit
- 1992 - The Best Of - Fiolet
- 1992 - The Best Of
- 1992 - The Best Of Kora & Maanam - volumne I & II
- 1993 - Maanamania
- 1994 - Róża
- 1995 - Ballady
- 1996 - Łóżko
- 1997 - Rockandrolle
- 1998 - Klucz
- 2000 - Hotel Nirwana
- 2000 - Live
- 2004 - Znaki szczególne